# Приймаченко Дмитро Володимирович
Дмитро Володимирович Приймаченко (нар. 20 травня 1975 р., с. Новоолександрівка, Дніпропетровського району, Дніпропетровської області, УРСР) — український правник, науковець, доктор юридичних наук (2008), професор (2011), проректор з наукової роботи Університету митної справи та фінансів.

## Життєпис

### Освіта
Закінчив Дніпропетровський державний університет (1997) за спеціальністю «Правознавство», здобувши кваліфікацію спеціаліста юриста. В 2002 році захистив дисертацію за темою «Докази у провадженні в справах про порушення митних правил» здобувши ступінь кандидата юридичних наук. В 2004 році отримав звання доцента. В 2008 році захистив дисертацію за «Адміністративна діяльність митних органів у сфері реалізації митної політики держави» здобувши ступінь доктора юридичних наук. В 2011 році присуджено звання професора.

### Професійна діяльність
Дмитро Володимирович Приймаченко має 25 років досвіду підготовки фахівців в галузі митного регулювання, публічних службовців. Є автором більш ніж 200 публікацій з проблем адміністративної діяльності митних органів, адміністративно-деліктного права, публічного адміністрування.
Засновник наукової школи, дослідження якої пов’язані з проблематикою митного права, публічного адміністрування в галузі митної справи, адміністративної діяльності митних органів. За консультування Д.В. Приймаченка науковий ступінь доктора юридичних наук отримали 5 науковців.
Учнями захищено більше десяти кандидатських дисертацій, п’ять учнів здобули освітно-науковий рівень доктора філософії в галузі 08 «Право».
Неодноразово залучався до складу робочих груп із розробки проєктів законодавчих та підзаконних нормативних актів, зокрема законопроєктів «Про митну службу України», «Про внесення змін та доповнень до Митного кодексу України», галузевих нормативних актів: «Концепції модернізації діяльності митної служби України», «Стратегії розвитку митної служби України» тощо.
Радник митної служби 1 рангу.
- 1995 – 1996 — практикуючий юрист;
- 1996-1997 — юрист Дніпропетровського обласного управління земельних ресурсів;
- 1997-2001 — викладач, старший викладач Академії митної служби України;
- 2001-2012 — начальник кафедри, завідувач кафедри адміністративного та митного права Академії митної служби України;
- 2012-2014 — професор кафедри Дніпропетровського університету внутрішніх справ;
- 2014-2015 — професор кафедри публічної служби та митного адміністрування Академії митної служби України, в подальшому Університету митної справи та фінансів;
- з 2015 — проректор з наукової роботи Університету митної справи та фінансів.

## Наукова діяльність

### Голова та член редакційних колегій

#### Журналів
- «Customs scientific Journal»[1][2]
- «Публічне право»[3]
- «Правова позиція»[4]

#### Серія наукових видань "Митна політика"
- Сучасний стан та перспективи розвитку митних правовідносин в Україні: колективна монографія / за заг. ред.. Д.В. Приймаченка. Дніпро: ВД «Гельветика», 2018. 272 с.
- Прокопенко В.В. Виконання митних формальностей при переміщенні товарів через митний кордон України різними видами транспорту (монографія). Дніпро: Університет митної справи та фінансів, 2018. 336 с.
- Перепьолкін С. М. Міжнародне митне право у сучасному вимірі: теоретичний, методологічний та прикладний аспекти (монографія). Дніпро: Університет митної справи та фінансів, 2020. – 360 с.

### Основні публікації
- Коментар до Митного кодексу України / За ред. П.В. Пашка, М.М. Каленського. К. Юстиніан, 2004. 457 с.
- Митна політика держави та її реалізація митними органами: Монографія. Дніпропетровськ: Академія митної служби України, 2006. 332 с.
- Адміністративна діяльність митних органів: проблеми теорії та практики: Монографія. Дніпропетровськ: Академія митної служби України, 2007. 290 с.
- Митне право України: навч. посібник / За заг. ред. В.В. Ченцова, Д.В. Приймаченка. К.: Істина, 2008. 328 с.
- Митний кодекс України: Науково-практичний коментар [Текст] / А.Т. Комзюк, О.О. Погрібний, Р.А. Калюжний та ін. К.: Всеукраїнська асоціація видавців Правова єдність, 2008. 757 с.
- Адміністративно-правове забезпечення прав фізичних осіб у провадженні у справах про порушення митних правил: монографія /Д.В. Приймаченко, О.В. Бурцева. Запоріжжя: ЗНУ, 2011. 272 с.
- Загальне адміністративне право: підручник / [Гриценко I.С., Мельник Р.С., Пухтецька А.А. та інші]; за заг. ред. I. С. Гриценка. К.: Юрінком Інтер, 2015. 568 с.
- Дисциплінарно-деліктне право: навчальний посібник / Т.С. Аніщенко, Ю.А., Д.С. Бондаренко [та ін.]; за заг. ред. Т.О. Коломоєць, В.К. Колпакова; Запоріз. нац. ун-т. К.: Ін Юре, 2016. 464 с.
- Судовий розгляд справ про адміністративні правопорушення: навчальний посібник / за заг. ред. Т.О. Коломоєць, В.К. Колпакова; Запоріз. Нац.. ун-т. К.: Юрінком Інтер, 2016. 544 с.
- Адміністративно-правове забезпечення прав людини у виконавчому провадженні: монографія /Д.В. Приймаченко, Л.Р. Наливайко, І.С. Кузьміна – К.: «Хай-Тек Прес», 2017. 202 с.
- Митна справа України: підручник /П.В. Пашко, В.В. Ченцов, Н.В. Мережко, Д.В. Приймаченко та ін. ; за заг. Ред.. П.В. Пашка. К: УДФС, 2017. 442 с.
- Патронатна служба: підручник / за заг. ред. Т.О. Коломоєць, В.К. Колпакова. К. : Ін Юре, 2018. 180 с.
- Визначення походження товару в державній митній справі: монографія /Д.В. Приймаченко, В.В. Прокопенко, П.Ю. Шевченко. Чернівці: Технодрук, 2018. 172 с.
- Pryimachenko Dmytro, Minka Tetiana, Marchenko Volodymyr Legal regulation of liability for offenses in the financial sphere in the eu countries and Ukraine: comparative analysis. Baltic Journal of Economic Studies. Vol 4, No 5 (2018). С. 276-282;[5]
- Науково-практичний коментар Закону України «Про запобігання корупції» / за заг. ред. Т.О. Коломоєць, В.К. Колпакова. – Запоріжжя: ВД «Гельветика», 2019. 588 с.
- Pryimachenko Dmytro, Sokolenko Olha, Sotskyi Arthur, Lohvyn Andrii, Chiniaeva Olha Administration of value added tax: special reatures of legal personalities of tax relations entities. Journal of Legal, Ethical and Regulatory Issues. 2020. Volume: 23. Issue: 1. P. 1-9.[6]
- Велика українська юридична енциклопедія: у 20 т. Т.5: Адміністративне право / редкол.: Ю.П. Битяк та ін. Харків: Право, 2020. 960 с.
- Pryimachenko D., Liutikov P., Makarenko A. Implementation of international rules and standards in national customs legislation on the application of advance rulings in customs. Journal of law and political sciences. 2020. Volume: 23. Issue: 2. P. 41-70.[7]
- Pryimachenko D., Maslova A., Medynska A. The main principles of customs administration activities in cross-border electronic commerce. Journal of law and political sciences. 2020. Volume: 24. Issue: 3 P. 9-33.[8]
- Pryimachenko, D., Ivanskyy, A., Lipynskyi, V., Matvieiev, O., & Povoroznik, A. (2021). Counteracting illegal border crossing and human trafficking: comparative analysis. Amazonia Investiga, 10 (42), 196-205.[9]

#### Наукові проєкти
- Адміністративно-правові проблеми організації та діяльності митних органів в умовах побудови правової держави (номер державної реєстрації № 0104U003696), 2002-2008 рр.
- Розроблення організаційно-правових засаду правління в митній службі України  (номер державної реєстрації № 0107U012491), 2008-2012 рр.
- Дослідження теоретичних аспектів та розробка системи оцінювання митних процедур, 2014 р.
- Розвиток адміністративно-правових основ митного законодавства України (номер державної реєстрації № 0115U007058), 2015-2018 рр.
- Адміністративно-правове регулювання публічних відносин (номер державної реєстрації № 0119U100014), 2019-2021 рр.
- Основні напрями реформування законодавства України в контексті євроінтеграційних процесів (номер державної реєстрації № 0122U000216, 2022-2024 рр.

## Нагороди та почесні звання

#### Професійні нагороди
- Почесна грамота Кабінету Міністрів України (2008);
- Почесне звання «Почесний митник України» (2011);
- Відомчі відзнаки Державної митної служби України;